# Gerbrandskolen
Gerbrandskolen er en folkeskole i Københavns Kommune, den blev oprettet i 1948. Skolen har klassetrin fra 0.-6. klasse og i 2017 var elevtallet 788.